# Liste des souverains de Palazzolo
Le marquisat de Palazzolo a été créé en 1595 par le duc de Mantoue, Charles Ier, pour Curzio (1536-1600), son neveu Claude Ier (NC-1621) et le neveu de ce dernier, donc petit-neveu de Curzio, Louis (NC-1626), sous la souveraineté de la Maison Gonzague, en l'occurrence la lignée dite de Luzzara.

En 1751, le marquisat, faute d'héritier mâle, disparaît.

## Les marquis de Palazzolo
- 1595-1600 : Curzio (1536-1600), Claude Ier (NC-1621) et Louis (NC-1626)

Curzio ne se marie pas
Claude Ier épouse, en 1596, Elena Aliprandi
- Louis épouse Vittoria Pepoli de Castiglione
- 1600-1621 : Claude Ier (d°) et Louis (d°)
- 1621-1626 :  Louis (d°)
- 1626-1630 :  Ludovic François (1602-1630), fils de Claude Ier et Elena

épouse Caterina de Novellara
- 1630-1658 :  Jules César (1605-1658), fils des précédents

épouse, en 1642, Polissena Rossi
- 1658-1708 :  Claude II (1644-1708), fils des précédents

épouse Lucrezia Canossa
- 1708-1740 :  Silvio Gaëtan (1670-1740), fils des précédents

épouse, en 1694, Silvia de Luzzara
- 1740-1750 :  François Antoine (1704-1750), fils des précédents

épouse, en 1723, Gertrude Rangoni
- 1750-1751 :  Conrad  (1674-1751), frère du précédent

non marié, sans descendance

## Arbre de succession des souverains de Palazzolo
```
Luigi, (non régnant)

│
├─>
Silvio, (non régnant)

│  │
│  ├─>
Luigi, (non régnant)

│  │  │
│  │  └─>
Louis
, 
1
er
 
marquis
 avec Curzio et Claude I
er

│  │
│  └─>
Claude I
er
, 
1
er
 
marquis
 avec Curzio et Louis
│     │
│     └─>
Ludovic François
, 
4
e
 
marquis

│        │
│        └─>
Jules César
, 
5
e
 
marquis

│           │
│           └─>
Claude II
, 
6
e
 
marquis

│              │
│              └─>
Silvio Gaëtan
, 
7
e
 
marquis

│                 │
│                 ├─>
François Antoine
, 
8
e
 
marquis

│                 │
│                 └─>
Conrad
, 
9
e
 
marquis

│
└─>
Curzio
, 
1
er
 
marquis
 avec Louis et Claude I
er
```